# Thymen Arensman
Thymen Arensman, né le 4 décembre 1999 à Deil, est un coureur cycliste néerlandais. Spécialiste des courses par étapes et des contre-la-montre, il a notamment remporté une étape du Tour d'Espagne 2022 et deux du Tour de France 2025.

## Biographie

### Les débuts
Thymen Arensman s'est tout d’abord fait connaître en Cyclo-cross, en décrochant notamment une 5e place au championnat d'Europe de cyclo-cross juniors (17/18 ans) en 2015. En décembre 2016, il obtient une victoire sur la Coupe du monde de cyclo-cross juniors à Heusden-Zolder et sur le championnat des pays-bas de cyclo-cross juniors en janvier 2017.
Sur route, il se distingue sur les courses par étapes lors de sa deuxième année junior. Huitième du Trofeo Karlsberg, il est ensuite deuxième du championnat des Pays-Bas du contre-la-montre juniors et du Tour de Haute-Autriche juniors, où il gagne la dernière étape. Un peu plus tard dans son année de Junior, une troisième place au classement général du Tour de Basse-Saxe juniors - devant Mattias Skjelmose et Andreas Leknessund notamment – vient étoffer son palmarès Junior.
Les résultats de Thymen Arensman lors de sa seconde année de junior furent décisifs pour son avenir professionnel, puisque l'année suivante il intègre la SEG Racing Academy, une équipe continentale néerlandaise.

### 2018-2020: SEG Racing Academy
Sa première course chez SEG Racing Academy est Liège-Bastogne-Liège Espoirs (réservé aux coureurs de moins de 23 ans), qu’il termine 17e. Il enchaîne ensuite plusieurs autres courses sans réel succès, jusqu'au Paris-Roubaix espoirs, qu’il termine à la troisième place à sept secondes du duo de tête. Cette performance démontre la polyvalence du jeune Néerlandais de 18 ans à l’époque. La seconde moitié de sa saison 2018 est particulièrement marquée par sa deuxième place au Tour de l'Avenir derrière Tadej Pogacar, mais devant des coureurs tels que João Almeida et Aleksandr Vlasov.
En 2019, Thymen Arensman ne réussit pas à se démarquer spécialement, réalisant plusieurs tops 10 et alternant entre des courses espoirs et professionnelles. Durant cette saison, il ne marque aucun point UCI. Le 8 août 2019, il est annoncé qu'il rejoindra l'équipe WorldTour Team Sunweb à partir de l'été 2020 pour un contrat de deux ans et demi.
Après une saison 2019 sans résultat notable, il ne participe qu'à une seule course avec l'équipe SEG Racing Academy en 2020, qu'il termine 80e, la plupart des autres courses ayant été annulées à cause de la covid-19. 

### 2020-2021: découverte du World Tour chez Sunweb/DSM
À la reprise des courses en août, Thymen Arensman rejoint l'équipe WorldTour Sunweb comme cela est prévu depuis l'été précédent. Il fait ses débuts sur le Tour de l'Ain, où il termine troisième du classement des jeunes,. Il découvre également la Flèche Wallonne et Liège-Bastogne-Liège. Le 20 octobre, il prend le départ du Tour d'Espagne, son premier grand tour. Il se met en évidence dès la 5ème étape, reliant Huesca et Sabiñanigo, en prenant la troisième place de celle-ci. Sixième de la 14e étape, il termine ce Tour d’Espagne à la 41e place.
Il commence sa saison 2021 sur le Tour des Émirats arabes unis, mais doit attendre fin avril et le Tour de Romandie pour se mettre en évidence. Il termine onzième et meilleur jeune (moins de 25 ans) au classement général final. En août, il participe pour la deuxième fois de sa carrière au Tour d'Espagne, sur lequel il participe à quatre échappées, dont une victorieuse, où il doit se contenter de la 22e place. Mais, il obtient sa meilleure performance sur ce Tour d’Espagne lors du contre-la-montre de la dernière étape, qu'il finit à la troisième place. Trois semaines plus tard, il se classe septième et deuxième au classement des jeunes du Tour de Sicile.

### 2022: victoire d'étape sur la Vuelta et deuxième du Tour de Pologne
Pour la deuxième année consécutive, le néerlandais de 22 ans débuta sa saison sur l’UAE Tour, qu’il finit à la 16ème place (et la 5ème du classement jeune).
Lors du mois de mars de cette année 2022, Thymen Arensman réalisa sa première performance sur une course WorldTour d’une semaine, Tirreno-Adriatico. Il commence par terminer en 6ème position lors du prologue inaugural (en terminant devant de très bons rouleurs tels que Mikkel Bjerg, Matteo Sobrero ou encore Benjamin Thomas), avant de performer en moyenne et haute montagne. Il termine ce Tirreno-Adriatico à la 6e place du classement général (et 2ème du classement du meilleur jeune), battant ainsi Damiano Caruso, Thibaut Pinot, Pello Bilbao, Giulio Ciccone, Romain Bardet et même Remco Evenepoel, le champion du monde de l'année 2022, qui va remporter la Vuelta en fin d'année.
Pour la première fois de sa carrière, il démontre une véritable facilité à jouer les classements généraux, étant à la fois un excellent rouleur et un très bon grimpeur ; ce que Thymen Arensman prouva une nouvelle fois environ 1 mois plus tard, en terminant 3ème du Tour des Alpes (et meilleure jeune), devant de très grands grimpeurs tels que Pello Bilbao, Richie Porte et surtout Mikel Landa et Thibaut Pinot.
Thymen Arensman participa pour la première fois au Giro d’Italia, et réalisa de belles performances. Tout d’abord lors de la première partie avec le contre-la-montre de la deuxième étape qu’il termina 10ème, puis l’étape 4 se terminant au sommet de l’Etna, qu’il finit 14ème, sans oublier sa 10ème place au Blockhaus. La deuxième semaine du Giro fut encore plus formidable pour Thymen Arensman, qui participa à 4 échappées en 6 jours, ce qui lui valut une magnifique 2nde place lors de l’étape 16, arrivant à Aprica, mais également une 5ème place lors de l’étape 20 du Passo Fedaia. Il termina en beauté son premier Giro en faisant 2ème du contre-la-montre final, réalisant un meilleur temps que Mathieu van der Poel, Bauke Mollema, Ben Tulett, Mauro Schmid mais également Tobias Foss, champion du monde de contre-la-montre 2022. Il termina donc 18ème du Giro (4ème meilleur jeune), en montrant d’excellente qualités de grimpeur, lui promettant un avenir radieux sur les classements généraux de grands tours ; son prochain objectif était la Vuelta, en fin d’année.
Il participa entre-temps au Tour de Suisse, qu’il devra abandonner, avant de participer au Tour de Pologne, quelques semaines seulement avant le Tour d’Espagne. Cette participation au Tour de Pologne fut une réelle réussite pour Thymen Arensman, il y décrocha sa première victoire en WorldTour de sa carrière, en battant certains des meilleurs rouleurs au monde lors du contre-la-montre de la 6ème étape (Magnus Sheffield et Ethan Hayter notamment) ; ce qui lui permit de finir 2ème du classement général de ce Tour de Pologne.
Il se lança le 19 août 2022 pour son premier Grand Tour en tant que leader, et participa ainsi pour la troisième année consécutive à la Vuelta. Durant les deux premières semaines de ce Tour d’Espagne, il suivit certains des meilleurs grimpeurs du monde, sans jamais réaliser de gros résultats,. A l’approche de la dernière semaine de cette Vuelta, Thymen Arensman était à l’entrée du TOP 10 du classement général, une plutôt bonne position pour le néerlandais de 22 ans. Il se fit remarquer lors de la 14ème étape en finissant 7ème de celle-ci, devant la plupart des autres favoris (Juan Ayuso, Ben O’Connor, Mikel Landa, Thibaut Pinot, etc.) mais également devant le leader du classement général, Remco Evenepoel. Le 4 septembre 2022 restera dans les mémoires de Thymen Arensman, puisque celui-ci remporta sa première victoire sur un Grand Tour, lors de la 15ème étape, battant tous les autres grands grimpeurs de cette Vuelta (Primoz Roglic, Enric Mas, Remco Evenepoel, etc.) et en profita pour se hisser à la 8ème place du classement général, quelques secondes seulement derrière João Almeida. Lors de la 18ème étape, il battu une nouvelle fois de nombreux autres favoris, en terminant 5ème, devant Thibaut Pinot, Juan Ayuso, João Almeida, Richard Carapaz, etc. puis continua sur sa bonne lancée lors de la 20ème étape, ou il battu à la pédale tous les autres favoris, en terminant 2ème, derrière un coureur échappé lui ayant résisté.
Thymen Arensman monte alors à la 5ème place du classement général, à quelques dizaines de secondes seulement de João Almeida et donc de la 4ème place. Il termina également 4ème du classement grimpeur et du classement meilleur jeune. Le jeune néerlandais devait à présent être considéré comme un favori sur les Grands Tours, jouant la gagne parmi les meilleurs grimpeurs du monde.

### Depuis 2023: chez Ineos Grenadiers
À la suite de ces résultats sur la Vuelta, l’équipe WorldTour britannique Ineos Grenadiers recrute Thymen Arensman avec un contrat de 2 ans (jusqu’en 2024).
Il commence sa saison sur le Tour de la Communauté Valencienne, sur lequel il finit 2ème de la 5ème étape, seulement battu par le vainqueur du classement général, Rui Costa. Il poursuit son début de saison au Tour d’Algarve, où il réalise un beau contre-la-montre en finissant 6ème, devant Bauke Mollema et Kasper Asgreen notamment. Puis il participe pour la seconde fois à Tirreno-Adriatico, sur lequel il n’est pas leader, puisqu’il doit travailler pour Tao Geoghegan Hart (qui termine 3ème), mais il obtient de nouveau une 6ème place sur le contre-la-montre de la première étape, devant Primoz Roglic et Mathieu van der Poel notamment.
Il continue son travail d’équipier pour Tao Geoghegan Hart sur le Tour des Alpes, ce qui permet à ce dernier de remporter la course, tandis que Thymen Arensman finit 33ème, se préparant à être une nouvelle fois l’équipier modèle lors du Giro d’Italia.
Au départ du Tour d’Italie, Thymen Arensman et Geraint Thomas sont équipiers et travaillent dans le but de faire gagner Tao Geoghegan Hart, le leader de l’équipe sur ce Giro, cependant celui-ci est forcé d’abandonner à la suite d'une lourde chute lors de la 11ème étape. À ce moment-là de la course, Geraint Thomas est premier du classement général et devient donc le leader de la formation Ineos Grenadiers, tandis que Thymen Arensman reste très bien placé en 8ème position, qui va continuer son travail d’équipier, mais pour Geraint Thomas.
Durant ce Giro, il termine 7ème et 8ème des contres-la-montre de la 9ème et 20ème étape, mais également à plusieurs reprises dans les 10 premiers lors des étapes en haute montagne. Thymen Arensman termine ce Giro à la 6ème position (et 2ème du classement jeune), tandis que son leader Geraint Thomas finira 2ème de ce Tour d’Italie. Il a durant ce mois de mai, non seulement prouvé encore une fois ses excellentes qualités de grimpeur et de rouleur, mais est également devenu l’un des équipiers les plus précieux du peloton professionnel, permettant à ses leaders de les accompagner plus loin que n’importe quel autre équipier ; se rapprochant par la même occasion du TOP 30 au classement mondial.

## Palmarès sur route, résultats et classements

### Palmarès amateur
- 2017
  - 3e étape du Tour de Haute-Autriche juniors
  - 2e de la Ster van Zuid-Limburg
  - 2e du championnat des Pays-Bas du contre-la-montre juniors
  - 2e du Tour de Haute-Autriche juniors
  - 3e du Tour de Basse-Saxe juniors
- 2018
  - 2e du Tour de l'Avenir
  - 3e de Paris-Roubaix espoirs

### Palmarès professionnel
- 2022
  - 15e étape du Tour d'Espagne
  - 6e étape du Tour de Pologne (contre-la-montre)
  - 2e du Tour de Pologne
  - 3e du Tour des Alpes
  - 5e du Tour d'Espagne
  - 6e de Tirreno-Adriatico
- 2023
  - 6e du Tour d'Italie
- 2024
  - 5e du championnat d'Europe du contre-la-montre
  - 6e de Tirreno-Adriatico
  - 6e de Tour d'Italie
- 2025
  - 4e étape du Tour des Alpes
  - 14e et 19e étapes du Tour de France
  - 2e du Tour des Alpes
  - 3e de Paris-Nice

### Résultats sur les grands tours

#### Tour de France
1 participation
- 2025 : 12e et vainqueur des 14e et 19e étapes

#### Tour d'Italie
4 participations
- 2022 : 18e
- 2023 : 6e
- 2024 : 6e
- 2025 : 29e

#### Tour d'Espagne
5 participations
- 2020 : 41e
- 2021 : 61e
- 2022 : 5e, vainqueur de la 15e étape
- 2023 : abandon (7e étape)
- 2024 : non-partant (11e étape)

### Classements mondiaux
| Année                                 | 2018 | 2019 | 2020 | 2021 | 2022 | 2023 | 2024 |
| ------------------------------------- | ---- | ---- | ---- | ---- | ---- | ---- | ---- |
| Classement mondial                    | 579e | nc   | 837e | 411e | 33e  | 142e | 72e  |
| UCI Europe Tour                       | 336e | nc   | 669e | 338e | 27e  | nc   | 57e  |
|                                       |      |      |      |      |      |      |      |
| Légende : nc = non classéSource : UCI |      |      |      |      |      |      |      |

## Palmarès en cyclo-cross
- 2014-2015
  -  Champion des Pays-Bas de cyclo-cross cadets
- 2016-2017
  -  Champion des Pays-Bas de cyclo-cross juniors
  - Coupe du monde de cyclo-cross juniors #5, Heusden-Zolder
  - 3e du Superprestige juniors
- 2017-2018
  - 3e du championnat des Pays-Bas de cyclo-cross espoirs
- 2018-2019
  - Trophée des AP Assurances espoirs #1, Oudenaarde